# مشروطة عامة
المشروطة العامة هي القضية التي يحكم فيها بضرورة ثبوت المحمول للموضوع أو سلبه عنه، بشرط أن يكون ذات الموضوع متصفا بوصف الموضوع، أي يكون لوصف الموضوع دخل في تحقيق الضرورة، مثال الموجبة قولنا: كل كاتب متحرك الأصابع بالضرورة ما دام كاتبا، فإن تحرك الأصابع ليس بضروري الثبوت لذات الكاتب، بل ضرورة ثبوته إنما هي بشرط اتصافها بوصف الكاتب، ومثال السالبة قولنا: بالضرورة لا شيء من الكاتب بساكن الأصابع ما دام كاتبا، فإن سلب ساكن الأصابع عن ذات الكاتب ليس بضروري إلا بشرط اتصافها بالكتابة.